# 庫利奇伊夫齊
48°40′11″N 26°42′51″E / 48.66972°N 26.71417°E
庫利奇伊夫齊（烏克蘭語：Кульчіївці），是烏克蘭的村落，位於該國西部赫梅利尼茨基州，由卡緬涅茨-波多利斯基區負責管轄，始建於1405年，面積2.1平方公里，2001年人口1,039。